# Ареда (Забайкальский край)
А́реда — посёлок при одноимённой железнодорожной станции в Чернышевском районе Забайкальского края России. Входит в состав сельского поселения «Комсомольское».

## География
Посёлок находится между реками Олов и Ареда (правые притоки Куэнги), в 3 км к западу от села Комсомольское, с которым практически сливается.

## История
Станция Ареда, конечная на ответвлении Забайкальской железной дороги от станции Укурей, была построена в 1940 году для нужд Наркомата обороны. В том же году официально основан посёлок. Станция обслуживала военный аэродром Укурей, с прекращением работы которого в конце 1980-х — начале 1990-х годов[уточнить] посёлок пришёл в упадок.
По состоянию на 2002 год, большинство жителей работало в ФГУП «Племзавод „Комсомолец“».
Железнодорожная ветка к посёлку разобрана в 2004 году[страница не указана 1382 дня].

## Население
3748 человек в 1989 году, 571 человек в 2002 году (русские 93 %), 350 человек в 2016 году.
| 2010 | 2021 |
| ---- | ---- |
| 380  | ↘331 |

## Достопримечательности
- Памятник воинам, павшим в боях Великой Отечественной войны[3].
- Могила Героя Советского Союза, лётчика Дмитрия Акимовича Нестеренко. 17 сентября 2014 года по просьбе племянницы героя захоронение перенесено с кладбища бывшего военного гарнизона на общественное кладбище посёлка Ареда. Бюст Нестеренко с места прежнего захоронения установлен на памятнике на территории Комсомольской средней школы, торжественно открытом в тот же день[9].
- Памятник Ленину[3].

## Комментарии
1. ↑  Железнодорожная станция Ареда Забайкальской железной дороги де-факто уже некоторое время не существует, но по состоянию на 2021 год по-прежнему числится в Тарифном руководстве РЖД[2].